# Neozygina davisi
Neozygina davisi är en insektsart som först beskrevs av Beamer 1934.  Neozygina davisi ingår i släktet Neozygina och familjen dvärgstritar. Inga underarter finns listade i Catalogue of Life.